# عيل بردى
عيل بردى (بالصومالية: Ceel Barde)‏ مدينة في محافظة بكول في الصومال. يصل عدد سكان مقاطعة عيل بردى إلى 64404 نسمة.